# Кондилис, Георгиос
Георгиос Кондилис (греч. Γεώργιος Κονδύλης; 14 августа 1879, Пруссос, Эвритания — 31 января 1936, Афины, Греция) — греческий политический деятель, кратковременный диктатор (премьер-министр и регент Греции), генерал.

## Военная карьера

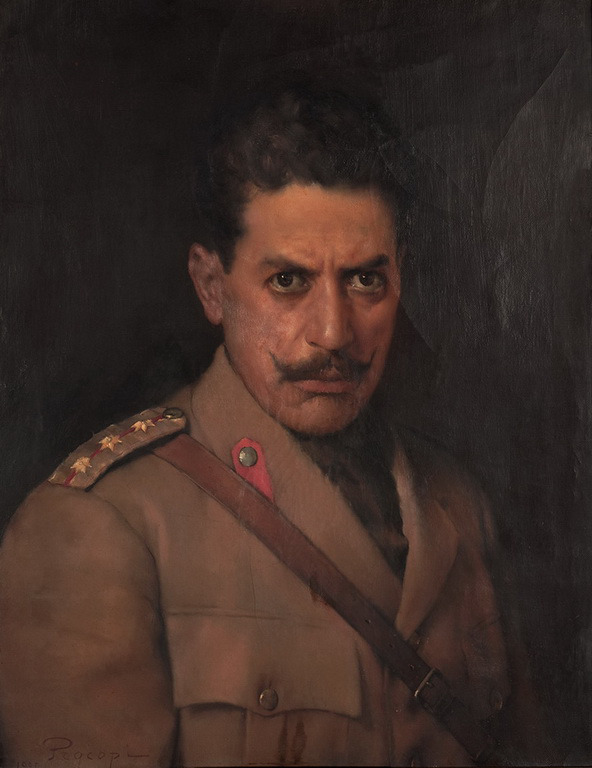
Художник Прокопиу, Георгиос.Полковник Кондилис в Малой Азии, 1921 год

Родился в Пруссосе в Эвритании. В 1896 году поступил на военную службу, сражался в составе греческого экспедиционного корпуса на Крите. Также принял участие в военных действиях в Македонии (1904—1908). В ходе Балканских войн получил звание капитана. Поддержал Движение национальной обороны Э. Венизелоса во время Первой мировой войны и противостоял возвращению прогерманского короля Константина I в 1920 году. Вместе с другими офицерами — сторонниками Венизелоса уехал в Салоники, где было организовано движение «Демократическая оборона» (греч. Δημοκρατική Άμυνα). Вернулся в Грецию в 1922 году в звании генерала, в следующем году ушёл в отставку, чтобы посвятить себя политике.

## Политик
Был избран депутатом греческого парламента, основал Национально-демократическую партию. 21 августа 1926 года осуществил переворот, в ходе которого был свергнут диктатор Теодорос Пангалос, и назначил на ноябрь выборы, в которых его партия не приняла участия.
В ходе выборов в августе 1928 года его партия получила 9 мест в парламенте. В 1933 году Кондилис был назначен министром вооружённых сил.
10 октября 1935 года военные свергли правительство Панагиса Цалдариса, а бывший республиканец Кондилис объявил себя регентом Греции и упразднил республику. Его хунта установила в Греции режим террора, преследуя республиканцев. В том же году 3 ноября Кондилис организовал референдум о восстановлении монархии, на котором 97,9 % проголосовало за реставрацию монархии (фактически референдум не был свободным, так как наблюдатели на референдуме могли видеть, кто как голосует). Король Георг II вернулся в страну 25 ноября, вскоре после этого поссорился с регентом и отстранил его от власти. На выборах 26 января 1936 года Кондилис вступил в коалицию с будущим ставленником Гитлера Иоаннисом Раллисом — их коалиция получила 15 мест в парламенте. Всего через 5 дней после выборов Кондилис умер от инфаркта.